# MORTAL COMBAT
MORTAL COMBAT（モータルコンバット）は、日本のブレイクダンスチーム。大阪のJR難波駅OCATを拠点に練習をしていたブレイクダンサーたちにより2003年に結成された。JUJU、RYOMA、KAKU、SHUNJI、YOSSHIのオリジナルメンバーをはじめ幾度もメンバーの入れ替えを経て、現在はNEXT GENERATIONのキッズダンサーSHOYA等若い世代の活躍も目立っている。
主な経歴には、JAPAN DANCE DELIGHTでの5度の優勝、Battle of the YearとR16の2つの世界大会でベストショー獲得などがある。

## 沿革
- 2003年：「MORTAL COMBAT」が結成される[1]。
- 2004年：「BATTLE OF THE YEAR」の日本予選大会で優勝し、日本代表として世界大会へ出場する[1]。
- 2005年：「UK BBOY CHAMPION SHIPS」の日本予選で優勝し、日本代表として世界大会へ出場する[1]。
- 2006年：新メンバーにYOSHITOが加入する[1]。「BATTLE OF THE YEAR」で日本代表となり世界大会へ出場する（2度目）[1]。
- 2007年：韓国で開催された世界大会「R16」のショーケース部門で優勝する[1]。日本で開催された「JAPAN DANCE DELIGHT」で優勝する[1]。新メンバーにMAHHA、YA-SUが加入する[1]。
- 2010年：「BATTLE OF THE YEAR」で日本代表となり世界大会へ出場（3度目）し、世界大会ではショーケース部門で優勝、バトル部門で準優勝となる[1]。「JAPAN DANCE DELIGHT」で優勝する（2度目）[1]。
- 2012年：「JAPAN DANCE DELIGHT」で優勝する（3度目）[1]。単独で舞台公演をおこなう[1]。次世代育成のための「MORTAL COMBAT NEXT GENERATION」プロジェクトを開始する[1]。MCA（モータルコンバットアカデミー）ダンススタジオを開設する[1]。
- 2013年：結成10周年イベントを開催する[1]。
- 2015年：2度目の単独舞台公演をおこなう[1]。新メンバーにSHOYA、MACCHANが加入する[1]。「JAPAN DANCE DELIGHT」で優勝する（4度目）[1]。
- 2016年：大阪なんばの「YES Theater」にてモータルコンバットファン感謝祭をMORTAL COMBAT NEXT GENERATIONとともに開催する[1]。
- 2017年：「BATTLE OF THE YEAR」で日本代表となり世界大会へ出場（4度目）し、ショーケース部門で準優勝、バトル部門では4位となる[1]。
- 2018年：日本大使館の招待によりラオスツアーをおこなう[1]。モータルコンバット結成15周年イベントを開催する[1]。
- 2019年：日本大使館の招待によりラオスツアーをおこなう（2度目）[1]。新メンバーにRIN、YOOが加入する[1]。
- 2020年：日本大使館の招待によりラオスツアーをおこなう（3度目）[1]。カンボジアで単独公演を開催する。新MCAダンススタジオを開設する[1]。
- 2021年：「JAPAN DANCE DELIGHT」で優勝する（5度目）[1]。

## メンバー
2025年2月時点
- Kaku
- RYOMA
- MAHHA
- MACCHAN
- YA-SU
- RIN
- HAYATO1

## 過去のメンバー
- JUJU
- SHUNJI
- YOSSHI
- SHO-HEY
- SHOYA
- Yoo

など

## 主な受賞歴
- JAPAN DANCE DELIGHT（日本）5度の優勝、9年連続入賞
- R16（韓国）show部門優勝
- Battle of the Year（フランス）3度の出場、show部門優勝
- Nexxt Generation（ドイツ）優勝
- Battle Massy（フランス）準優勝
- DANCE DYNAMITE （日本）準優勝
- CHELLES BATTLE PRO （フランス）準優勝
- KB B-BOY CHAMPIONSHIP（韓国）3位

メンバー個人での世界大会受賞歴
- Kaku - Red Bull BC One（ブラジル、アメリカ）に2度の出場。
- Kaku - IBE（オランダ）のパワームーブ部門優勝
- Kaku - Battle circle（台湾）ソロ部門優勝
- Shunji - B-BOY UNIT（韓国）ソロ部門優勝
- Mahha - Battle circle（台湾）ソロ部門優勝
- Shoya - NOTHING 2 LOOZ（フランス） - キッズ部門出場
- Kaku & Shoya - MONEY TIME 4（フランス） 優勝

## 活動経歴

### 舞台公演経歴
- ヨーロッパツアー「Japanese Delight」 7公演（ドイツ、イタリア、フランス）
- スイス9都市ツアー「KOUKANSURU」16公演（ルガーノ、ビエン、モルジュ、ベルン、バーデン、ヅーグ、トゥーン、クール、チューリッヒ）
- 「Dancing Bachi」 2公演（打打打団・天鼓とのコラボ舞台）
- 「よしもとDANCE新喜劇」 3公演
- 「The LIVE」（東京、大阪） 5公演
- 「BOX」（新潟、岐阜）3公演
- 「X」 （大阪）1公演
- 「NARAKOI」（奈良） 1公演

### メディア出演
- ハリウッド映画「BATTLE OF THE YEAR 3D」 (Battle of the Year (film)) 映像出演
- TV番組 スター☆ドラフト会議出演
- TV番組 ネプ&イモトの世界番付出演
- 「Docomo Xperia」CM出演（RYOMA & JUJU）
- 「OLFA」CM出演（SHUNJI）

### バックダンサー
- B'z ツアーダンサー担当
- BIGBANG ツアーダンサー担当

### その他の活動
- キッズダンサー育成プロジェクト「NEXT GENERATION PROJECT」運営
- ダンススタジオ「MORTAL COMBAT ACADEMY」運営
- ダンスのアジア大会「Nothing 2 Looz アジア」主催